# 여성시대 (라디오 프로그램)
여성시대(女性時代)는 대한민국의 라디오 채널 MBC 표준FM(수도권 기준 FM 95.9MHz)에서 매일 오전 9시 5분부터 오전 11시까지 방송되는 연예오락 전문 라디오 프로그램이다.
1975년 《MBC여성살롱 임국희예요》로 첫방송된 이래, 1988년 4월 1일에 프로그램 명칭이 "여성시대"로 변경된 이후 현재까지 방송 중인 최장수 대한민국 라디오 프로그램 중 하나이다.
목요일에는 남성시대 타이틀로 남자 진행자 중심으로 방송을 진행하며, 시그널 음악도 변경된다.
IBK기업은행이 문화방송의 주거래 은행인 관계로, 방송 내용 등을 모은 월간 여성시대 책자를 매달 10일 전국 중소기업은행 지점에서 무료로 배포하고 있다.
전주문화방송은 2023년 3월 31일까지 매일 오전 10시 5분부터 오전 11시까지 자체 제작 여성시대를 방송하였고, 대구문화방송도 한동안 9~10시 시간대 한정으로 자체 제작 여성시대를 로컬방송한 적이 있다.
단, 이 프로그램은 모두 전국방송이다.
2005년에 방송 30주년을 맞이했고, 2015년에 방송 40주년을 맞이했으나, 2025년에 방송 50주년을 맞이했다.

## DJ
- 양희은, 김일중

## 역대 방송시간
| 방송 채널  | 방송 기간                          | 방송 시간                   | 방송 분량  |
| ---------- | ---------------------------------- | --------------------------- | ---------- |
| MBC 표준FM | 1988년 4월 1일 ~ 1993년 3월 28일   | 매일 오전 9:30 ~ 오전 11:00 | 1시간 30분 |
| MBC 표준FM | 1993년 3월 29일 ~ 2006년 4월 23일  | 매일 오전 9:20 ~ 오전 11:00 | 1시간 40분 |
| MBC 표준FM | 2006년 4월 24일 ~ 2009년 10월 18일 | 매일 오전 9:10 ~ 오전 11:00 | 1시간 50분 |
| MBC 표준FM | 2009년 10월 19일 ~ 현재            | 매일 오전 9:05 ~ 오전 11:00 | 1시간 55분 |

## 역대 DJ

### 남자
- 이종환 (1988년 4월 1일 ~ 1989년 10월 15일)
- 봉두완 (1989년 10월 16일 ~ 1990년)
- 변웅전 (1990년 ~ 1991년 3월 31일)
- 정한용 (1991년 4월 1일  ~1992년 11월 1일)
- 김승현 (1992년 11월 2일 ~ 2002년 10월 31일, 2003년 10월 20일 ~ 2004년 1월 31일)
- 전유성 (2002년 11월 1일 ~ 2003년 10월 19일)[1]
- 송승환 (2004년 3월 15일 ~ 2007년 3월 4일)
- 강석우 (2007년 3월 5일 ~ 2015년 7월 19일)
- 서경석 (2015년 7월 27일 ~ 2023년 5월 14일)
- 김일중 (2023년 5월 29일 ~ 현재)

### 여자
- 임국희 (1975년 ~ 1989년 10월 15일)
- 이효춘 (1989년 10월 16일 ~ 1990년)
- 손숙 (1990년 ~ 1999년 6월 6일)
- 양희은 (1999년 6월 7일 ~ 현재)

## 임시 DJ

### 남자
- 송승환 : 2004.2.1~15
- 강석우 : 2004.2.16~29
- 최백호 : 2004.3.1~14
- 윤정수 : 2015.7.20
- 임진모 : 2015.7.21~22
- 이상우 : 2015.7.23~26, 2015.12.7~13
- 김승현 : 2016.6.23~7.3
- 류수영 : 2018.8.7,2018.8.9
- 홍경민 : 2019.11.7
- 유민상 : 2023.5.1~5.2,5.5~5.7
- 양동근 : 2023.5.3~5.4
- 김진수 : 2023.5.15~17
- 김일중 : 2023.5.18~21
- 김종진 : 2023.5.22~24, 2023.5.26~28
- 장용 : 2023.5.25

### 여자
- 이상화 : 2018.8.4~8.5
- 노사연 : 2018.8.6
- 박미선 : 2018.8.8
- 김효진 : 2019.10.28~11.3
- 서영은 : 2019.11.4~11.6,11.8~11.10
- 윤수현 : 2019.11.11~17
- 원미연 : 2019.11.18~11.24
- 김원희 : 2019.11.25~12.1
- 황수경 : 2023.4.24
- 김현숙 : 2023.4.25~4.30
- 김경아 : 2023.5.1~5.3,5.6~5.7
- 양희경 : 2023.5.4~5.5
- 정영주: 2024.10.7~10.13, 2024.12.9~12.22

## 방송 코너
매일 코너
- 일반 사연
- 여성시대 발자취(찾습니다)
- 명곡극장(토)

요일 코너
- 월요일 : 라디오 주치의
- 화요일 : 열린 화요일
- 수요일 : 님과 함께 (성전스님,하성용 유스티노 신부)
- 목요일 : 남성시대(여자는 모른다)
- 금요일 : 우리아이 문제 없어요 (소아청소년정신건강의학과 전문의 서천석,김경아)
- 토요일 : 옆집 변호사 (신민영 변호사)
- 일요일 : 사랑,사랑,사랑/여성살롱(고규홍 작가)

## 여성시대 시그널 송
현재 사용되고 있는 여성시대 시그널 송은 시인이자 작사가인 조운파 씨가 가사를 지어 1988년 4월 1일부터 현재까지 사용 중이다. 시그널 노래의 원곡은 원래 외국곡이다.

## 같이 보기
- 연예오락
- 긴급출동 24시 (KBS 1TV)
- 공개수사 실종, 제보자들, 표리부동 (KBS 2TV)
- 생방송 방과 후 듄듄 (EBS 1TV)
- 우리시대, 리얼스토리 눈 (MBC TV)
- 긴급출동 SOS 24, 심장이 뛴다, 꼬리에 꼬리를 무는 그날 이야기, 당신이 혹하는 사이 (SBS TV)
- 진상월드 (MBN)
- 구조신호 시그널 (TV조선)
- 알쓸범잡 (tvN)
- 황우창의 음악정원 (cpbc FM)
- 싱글벙글쇼 (MBC 표준FM)
- 그대 창가에 (CBS 표준FM)

## 수상 경력
- 1993년 MBC 방송대상 라디오 부문 최우수상 (손숙, 김승현)
- 2011년 MBC 방송연예대상 라디오 부문 최우수상 (양희은, 강석우)
- 2015년 MBC 방송연예대상 라디오 부문 남자 우수상 (서경석)
- 2017년 MBC 방송연예대상 라디오 부문 남자 우수상 (서경석)
- 2019년 MBC 방송연예대상 라디오 부문 여자 최우수상 (양희은)
- 2023년 MBC 방송연예대상 라디오 부문 신인상 (김일중)